# Insiders (film)
Ne doit pas être confondu avec 100 años de perdón, un film vénézuélien d'Alejandro Saderman sorti en 1998.
Pour plus de détails, voir Fiche technique et Distribution.
Insiders (Cien años de perdón) est un film de casse espagnol réalisé par Daniel Calparsoro, sorti en 2016.

## Synopsis
Une bande de braqueurs, guidée par leur chef nommé « L'Uruguayen », se lance sur un coup judicieux : le cambriolage d'une grande banque internationale à Valence. Leur plan est planifié : maîtriser les otages, dévaliser un maximum de coffres-forts puis s'échapper avec les butins par un tunnel souterrain qui les mènera à une station de métro désaffectée. Leur casse est réussi mais les hommes découvrent que leur unique voie de sortie est inondée par une pluie torrentielle. Prisonniers de la banque, les hommes découvrent que l'un des coffres contient plus de l'argent : il s'agit d'un disque dur contenant des informations compromettantes appartenant à Gonzalo Soriano, un ancien membre du gouvernement espagnol plongé dans le coma. Alors que les négociations s'amorcent avec les forces de l'ordre, les voleurs s'aperçoivent que leur braquage pourrait avoir des conséquences politiques importantes...

## Fiche technique
- Titre : Insiders
- Titre original : Cien años de perdón
- Réalisation : Daniel Calparsoro
- Scénario : Jorge Guerricaechevarría
- Montage : Antonio Frutos
- Musique : Julio de la Rosa
- Photographie : Josu Incháustegui
- Production : Juan Gordon, Emma Lustres, Borja Pena, Ghislain Barrois et Álvaro Augusti
- Sociétés de production  :  Kramer& Sigman Films, Vaca Films, Morena Films et Telecinco Cinema
- Sociétés de distribution : Vaca  Film (Espagne) ; TF1 Vidéo (France)
- Pays d'origine :  Espagne
- Langue originale : espagnol
- Format : couleur
- Genre : Thriller, film de casse
- Durée : 95 minutes
- Dates de sortie  :
  -  Espagne : 4 mars 2016
  -  France : 31 janvier 2017 (DVD)

## Distribution
- Luis Tosar : Le Galicien
- Rodrigo de la Serna : L'Uruguayen
- Raúl Arévalo : Ferrán
- José Coronado : Mellizo
- Joaquín Furriel : Loco
- Patricia Vico : Sandra
- Marian Álvarez : Cristina
- Luciano Cáceres : Varela
- Luis Callejo : Domingo
- Miquel Fernández : Julio
- Diego Starosta : Modesto
- Pablo Andrés Pinto : Marco
- Joaquín Climent : El Puñetas
- Vicente Ayala : Ernesto
- Maria Molins : Marina
- Jaime Linares : José
- Arija Alberto : Mejino
- Inma Sancho : Concha
- José María Tena : Sanz
- Vicente Genovés : Pablo
- Julio Marticorena : Pedro
- Begoña Caparrós Morales : Matilde
- Nani Jiménez : Laura
- Fernando Cueto : Sergio